# Mukot
Mukot (nep. मुकोट) – gaun wikas samiti w zachodniej części Nepalu w strefie Karnali w dystrykcie Dolpa. Według nepalskiego spisu powszechnego z 2001 roku liczył on 134 gospodarstw domowych i 649 mieszkańców (317 kobiet i 332 mężczyzn).